# ترامادول
ترامادول. (بالإنجليزية: Tramadol)‏، (يُسَوَّق بالأسماء نوبليغان، تيبارول، توبالجيك، تريدولان ، ترامال، ألترام، إكسبريم)، هو مسكن ألم أفيوني ومثبط إعادة امتصاص السيروتونين والنورإبينفرين (SNRI) يستخدم لعلاج الألم الشديد والمعتدل. له مفعول مقارب للكودين، وهو نظير هذا الأخير. ويصنف ضمن مسكنات الألم من النوع الثاني. يؤثر على نفس مستقبلات اشباه الأفيونات، وهو ناهظ المستقبلات الأفيونية. هو لا يحدد مفعول المواد الافيونية الأخرى، وهو يسبب الإدمان والأعتماد الجسدي والنفسي ولكن بصفة أقل من باقي المواد الأفيونية المنافسة على نفس المستقبلات ويحذر الأطباء من تناوله دون إرشادات طبية لأن له خطورة بالغة جدا ويسبب الكثير من الأمراض العصبية.

## الاستعمالات
تأثيره المسكن للألم أكبر من المسكنات من النوع 1، ولهذا يستحسن استعماله بحيطة أكثر. ويمكن استخدامه عن طريق الحقن الوريدي، الجرعات المستخدمة هي من 50 إلى 250ملغ. عمر النصف له هو من خمس اٍلى سبع ساعات، اٍطراحه كلوي.

## آلية العمل
طريقة تأثيره ليست معروفة بشكل جيد، بالاٍضافة لتأثيره المسكن الناتج عن ارتباطه بالمستقبلات المورفينية، يمنع (up-take) السيروتونين والنورايبنفرين، وبذلك يزيد نسبة النورايبنفرنين في الدم والتي تعمل بشكل فعال على تخفيف الالم حسب الجرعات المستعملة.ويستعمل غالبا لتسكين الام مرضى السرطان والاورام الخبيثة.

## الاستقلاب
الترامادول يستخدم كمخدر مثل الكوديين والبريجابالين. ويمنع اٍستخدام الترامادول في حالات الأمراض الكبدية الحادة.
مخــدر قوي لبعض الألام.
ويحذر استخدامه مع الكحوليات (الخمر) لأنه يضاعف من فعاليتها.

## الأعراض الانسحابية للترامادول
مع الاستمرار في التعاطى وحدوث التعود تظهر الأعراض الانسحابية والتي تكون خطيرة أيضاَ والتي تكون عادة مصحوبة باٍرتفاع ضغط الدم، وتشنجات عصبيه وعضليه مفاجئه، التعرق، الأرق وعدم القدرة على النوم لأكثر من يوم، الأهوال الليلية، القلق، قلة التركيز، تقلصات عضلية، مغص، حركات بسيطة لا إٍرادية، عدوانية، تهيج، فقدان الذاكرة المؤقت، التهاب الحلق والحازوقة، الزغوطة، اسهال ووفي بعض الحالات امساك.

## الترامادول والجنس
في أغلب الرجال يتمّ القذف خلال الجماع في مدة تتراوح بين 7:4 دقائق على الأكثر، وكل الرجال لديهم الرغبة في إطالة مدة الجماع؛ خاصة أن النساء يحتجن إلى فترة أطول تصل إلى 11 دقيقة.
ولذلك فإن هناك أنواعا من التدريبات الخاصة بعضلات التبوّل والقذف للحصول على نوع من التحكم الإرادي في عضلات القذف لاكتساب القدرة على تأخير القذف، وأيضا هناك بعض أنواع الأدوية التي تُؤثّر على مادة السيروتونين بالمخ لعلاج سرعة القذف، وكذلك يوجد أنواع كريمات التخدير الموضعي للتحكم في حساسية أعصاب العضو الذكري وعلاج سرعة القذف.
العديد من الرجال يستخدمون الترمادول بحثاً عن وهم الفحولة وإطالة اللقاء الجنسى وبالتالى علاج رخيص لسرعة القذف، والحقيقة أن هذا العقار يمكن أن يطيل فترة الجماع عن طريق التأثير على إعادة نقل مادة السيروتونين إلى الموصلات العصبية وهي نفس الطريقة التي تعمل بها العديد من أدوية الاكتئاب التي تسبب إطالة مدة الجماع قبل القذف، إلا أنه من المهم أن مع الاستخدام المستمر للترامادول ولفترات طويلة يؤدى الترامادول إلى عدم القدرة على الانتصاب وبالتالى فشل كامل في العملية الجنسية والعجز الجنسى.

## الترامادول وانسحابه على الجهاز الهضمي
الرغبة في الاستفراغ، الإمساك أو الإسهال سوء الهضم ونقص الشهية الجهاز العصبي تشنجات، صداع
على الجلد : تحسس الجلد
على المسالك البولية : احتباس البول.
على القلب : عدم الإحساس.
سرعة نبضات القلب وانخفاض ضغط الدم عند الوقوف.

## التأثيرات غير المرغوبة لتفاعلات مع الأدوية الأخرى
- الغثيان
- الدوار
- آلام المعدة
- اٍرتفاع مستوى السكر في الدم
- قلق
- تنميل في العضو الذكرى
- الاٍكتئاب (على المدى الطويل)

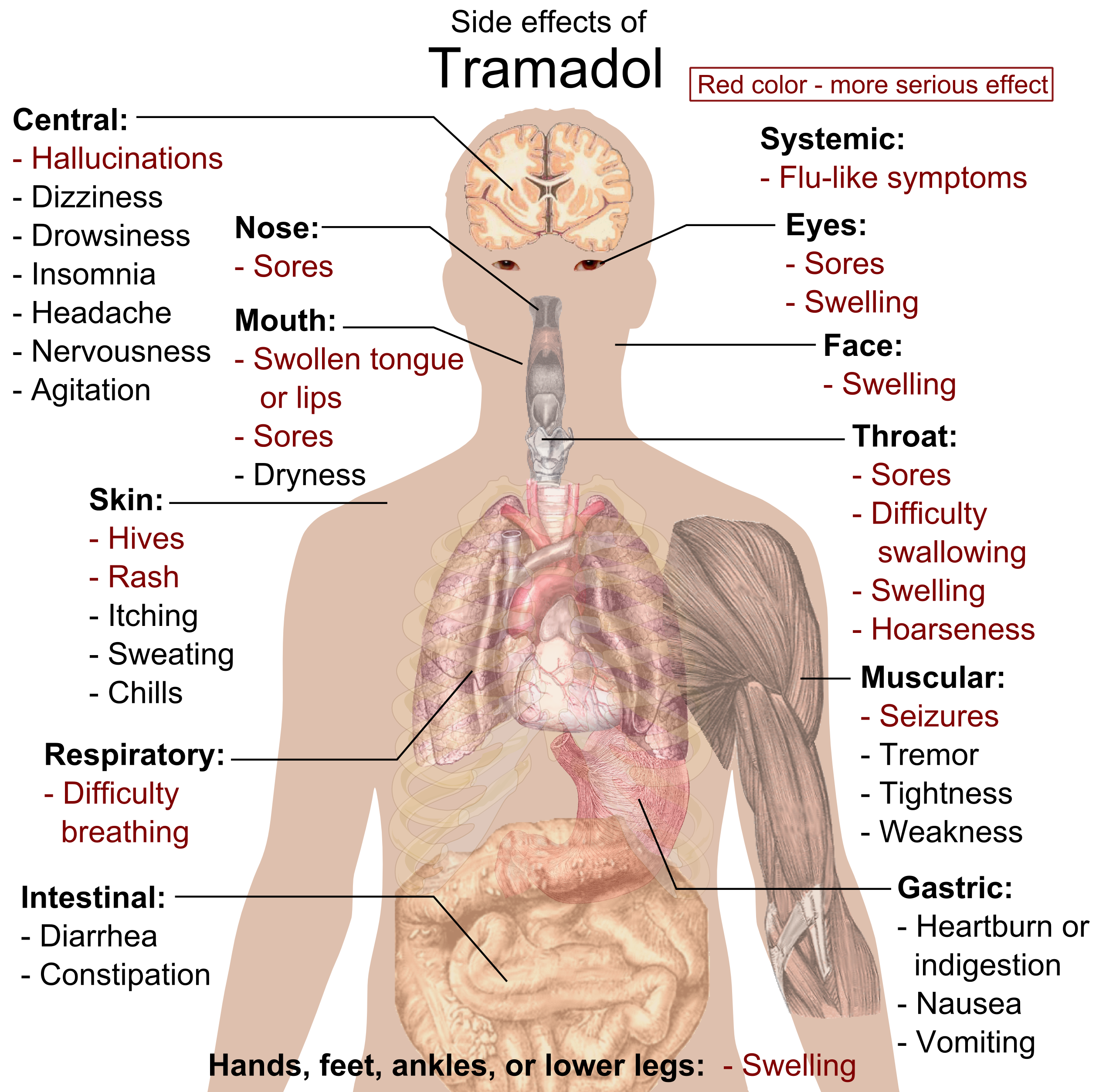
الآثار الجانبية الرئيسية لعقار الترامادول. ويشير اللون الأحمر إلى أكثرها خطورة، وتحتاج إلى الاتصال بمزود الخدمة الطبي

- جرعة زائدة من الترامادول (أكثر من 400 ملغ في جرعة واحدة) يمكن أن تسبب اٍنهيارا متبوعا بتقلصات عضلية كبيرة، الأزمة تشبه عرضيا الصرع. لا ينصح بأخد جرعات تفوق 400 ملغ في 24 ساعة.[20] وصف الدواء يكون بحيطة كبيرة في حالة العلاج بواسطة مضادات الاكتئاب.

## الحمل والإرضاع
لا يستخدم في الحمل ولا الرضاعة.

## الوضع القانوني وتصنيفه كمادة مخدرة
لا يصرف إلا بوصفة طبيه من الطبيب وقد يتعرض حامله بدون ترخيص في بعض الدول إلى عقوبات تصل إلى الإعدام.
يصنف الترامادول على أنه مادة مخدرة في المملكة العربية السعودية ويعامل على أساس أنه مخدر وليس دواء، وعلى هذا الأساس قد تُطَبَّقُ عقوبة الإعدام على من يقومون بتهريبه إلى الأراضي السعودية، وبالسجن لمتعاطيه بغرض الإدمان.

## الأسماء المرخصة
ترامادول- كونترمال - تراماكس - تامول - تيدول - الترادول - ترامايدين - ترامال - زامادول - كوسدول
كمنتالب - أمادول - ترامونال
اس -ار-ترامالجين - ترابار - تراماجاك-تراموندين-ترامادول اكس.

## علاج الجرعة الزائدة للترمادول
يستحسن وصف جرعات ملائمة من الدواء لتفادي اٍدمان المرضى عليه، وتسهيل عملية التوقف عن تناوله والتي تكون عادة مصحوبة باٍرتفاع ضغط الدم، التعرق، الأرق، الأهوال الليلية، القلق، رهاب الخلاء من الأرض الفضاء، أزمات في التركيز، تقلصات عضلية، حركات بسيطة لا اٍرادية، عدوانية، تهيج، فقدان الذاكرة المؤقت وأيضا يسبب حكة جلديه وجفاف البشرة في بعض مناطق الوجه.

## وصلات خارجية
- Medline Plus – Patient Information Medline Plus (A Service of the U.S. National Library of Medicine)